# Wereldkampioenschappen freestyleskiën 2015
De wereldkampioenschappen freestyleskiën 2015 werden van 14 tot en met 25 januari 2015 gehouden op de Kreischberg in Stiermarken. Er stonden twaalf onderdelen op het programma, zes voor mannen en zes voor vrouwen. Het programma was identiek aan de editie van 2013. Tegelijkertijd werden in Kreischberg de FIS wereldkampioenschappen snowboarden 2015 gehouden.

## Programma (finales)
| Datum      | Mannen      | Vrouwen     |
| ---------- | ----------- | ----------- |
| 15 januari | Aerials     | Aerials     |
| 18 januari | Moguls      | Moguls      |
| 19 januari | Dual Moguls | Dual Moguls |
| 21 januari | Slopestyle  | Slopestyle  |
| 22 januari | Halfpipe    | Halfpipe    |
| 25 januari | Skicross    | Skicross    |

## Medailles

### Mannen
| Onderdeel   | Goud | Goud             | Zilver | Zilver                 | Brons | Brons                 |
| ----------- | ---- | ---------------- | ------ | ---------------------- | ----- | --------------------- |
| Aerials     | CHN  | Qi Guangpu       | USA    | Alex Bowen             | BLR   | Maksim Goestik        |
| Halfpipe    | USA  | Kyle Smaine      | FRA    | Joffrey Pollet-Villard | SUI   | Yannic Lerjen         |
| Moguls      | FRA  | Anthony Benna    | CAN    | Mikaël Kingsbury       | RUS   | Aleksandr Smysjljajev |
| Dual Moguls | CAN  | Mikaël Kingsbury | CAN    | Philippe Marquis       | CAN   | Marc-Antoine Gagnon   |
| Skicross    | SLO  | Filip Flisar     | FRA    | Jean-Frédéric Chapuis  | SWE   | Victor Öhling Norberg |
| Slopestyle  | SUI  | Fabian Bösch     | AUS    | Russ Henshaw           | USA   | Noah Wallace          |

### Vrouwen
| Onderdeel   | Goud | Goud                    | Zilver | Zilver                  | Brons | Brons            |
| ----------- | ---- | ----------------------- | ------ | ----------------------- | ----- | ---------------- |
| Aerials     | AUS  | Laura Peel              | USA    | Kiley McKinnon          | CHN   | Xu Mengtao       |
| Halfpipe    | SUI  | Virginie Faivre         | CAN    | Cassie Sharpe           | SUI   | Mirjam Jäger     |
| Moguls      | CAN  | Justine Dufour-Lapointe | USA    | Hannah Kearney          | AUS   | Britteny Cox     |
| Dual Moguls | USA  | Hannah Kearney          | CAN    | Justine Dufour-Lapointe | KAZ   | Joelia Galysjeva |
| Skicross    | AUT  | Andrea Limbacher        | FRA    | Ophélie David           | SUI   | Fanny Smith      |
| Slopestyle  | GER  | Lisa Zimmermann         | GBR    | Katie Summerhayes       | SVK   | Zuzana Stromková |

### Medailleklassement
| Plaats | Land                | Goud | Zilver | Brons | Totaal |
| 1      | Canada              | 2    | 4      | 1     | 7      |
| 2      | Verenigde Staten    | 2    | 3      | 1     | 6      |
| 3      | Zwitserland         | 2    | 0      | 3     | 5      |
| 4      | Frankrijk           | 1    | 3      | 0     | 4      |
| 5      | Australië           | 1    | 1      | 1     | 3      |
| 6      | China               | 1    | 0      | 1     | 2      |
| 7      | Duitsland           | 1    | 0      | 0     | 1      |
| 7      | Oostenrijk          | 1    | 0      | 0     | 1      |
| 7      | Slovenië            | 1    | 0      | 0     | 1      |
| 10     | Verenigd Koninkrijk | 0    | 1      | 0     | 1      |
| 11     | Kazachstan          | 0    | 0      | 1     | 1      |
| 11     | Rusland             | 0    | 0      | 1     | 1      |
| 11     | Slowakije           | 0    | 0      | 1     | 1      |
| 11     | Wit-Rusland         | 0    | 0      | 1     | 1      |
| 11     | Zweden              | 0    | 0      | 1     | 1      |
| Totaal | Totaal              | 12   | 12     | 12    | 36     |

## Organisatie
De organisatie (Austria Ski Veranstaltungsgesellschaft m.b.H.) ontving in 2014 een subsidie van € 762.105 vanuit de federale overheid van Oostenrijk. Bovendien ontving de organisatie (Austria Ski WM- und Großveranstaltungsgesellschaft m.b.H.) van de deelstaat Stiermarken in 2013 een subsidie van € 66.250 voor de organisatie van de wereldbeker freestyleskiën van 22.12.2012 in Kreischberg en voor de voorbereidingen op het WK in 2015. Daarnaast ontving de organisatie in 2015 een subsidie van de deelstaat Stiermarken ter hoogte van € 1.000.000 en een subsidie van € 10.000 vanuit het subsidieprogramma "Bevordering van maatregelen voor duurzame ontwikkeling". Verder ontving de „Murtal Seilbahnen Betriebs GmbH” van de deelstaat Stiermarken in 2012 een subsidie van € 448.847, in 2013 een subsidie van € 317.126 en € 45.153 en in 2014 een subsidie van € 654.874, ten behoeve van de investeringen in de kabelbaan.